# Thủy tinh
Trong vật lý học, các chất rắn vô định hình thông thường được sản xuất khi một chất lỏng có độ nhớt cao bị làm lạnh rất nhanh, vì thế không có đủ thời gian để các mắt lưới tinh thể thông thường có thể tạo thành. Thủy tinh cũng được sản xuất như vậy từ gốc silicát thì gọi là thủy tinh silicát. 

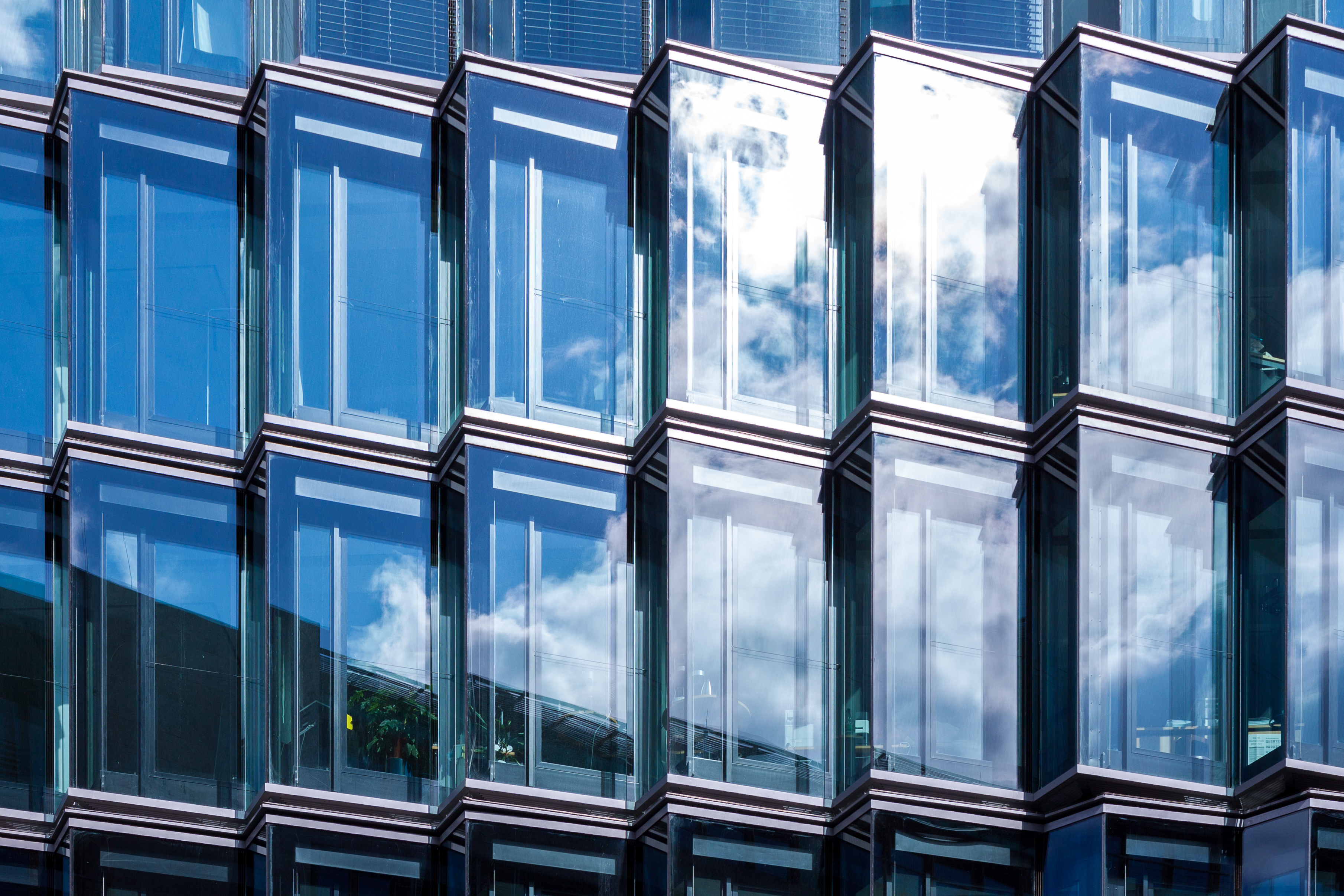
Mặt tiền tòa nhà bằng kính

Silicát là dioxide silic (SiO2) có trong dạng đa tinh thể như cát và cũng là thành phần hóa học của thạch anh. Silicát có điểm nóng chảy khoảng 1.730 °C (3.146 °F), vì thế có hai hợp chất thông thường hay được bổ sung vào cát trong công nghệ nấu thủy tinh nhằm giảm nhiệt độ nóng chảy của nó xuống khoảng 1.000 °C. Một trong số đó là soda (cacbonat natri Na2CO3), hay bồ tạt (tức cacbonat kali K2CO3). Tuy nhiên, sô đa làm cho thủy tinh bị hòa tan trong nước - là điều người ta không mong muốn, vì thế người ta cho thêm vôi sống (oxide calci, CaO) là hợp chất bổ sung để phục hồi tính không hòa tan.
Trong dạng thuần khiết và ở điều kiện bình thường, thủy tinh dân dụng silicát là một chất trong suốt, tương đối cứng, khó mài mòn, rất trơ hóa học và không hoạt động xét về phương diện sinh học, có thể tạo thành với bề mặt rất nhẵn và trơn. Tuy nhiên, thủy tinh rất giòn, dễ gãy hay vỡ thành các mảnh nhọn và sắc dưới tác dụng của lực hay nhiệt một cách đột ngột. Tính chất này có thể giảm nhẹ hay thay đổi bằng cách thêm một số chất bổ sung như oxide bor, oxide nhôm vào thành phần khi nấu thủy tinh hay xử lý nhiệt.
Thủy tinh được sử dụng rộng rãi trong xây dựng, làm đồ chứa (chai, lọ, cốc, chén, ly, tách), trong quang học (lăng kính, gương, sợi cáp quang), kỹ thuật điện tử (bóng đèn, màn hình, chất cách điện), bình lọ phản ứng trong công nghiệp hóa chất, xương, răng nhân tạo trong y học , vật liệu trang trí v.v.

## Tính chất
Thủy tinh trong suốt, không gỉ, cứng nhưng giòn, dễ vỡ. Thủy tinh không cháy, không hút ẩm và không bị acid (trừ Acid hydrofluoric) ăn mòn.

### Truyền sáng
Một trong những đặc trưng rõ nét nhất của thủy tinh thông thường là nó trong suốt đối với ánh sáng nhìn thấy, mặc dù không phải mọi vật liệu thủy tinh đều có tính chất như vậy do phụ thuộc vào tạp chất. Độ truyền sáng của thủy tinh trong vùng bức xạ điện từ bức xạ tử ngoại và tia hồng ngoại thay đổi tùy theo việc lựa chọn tạp chất.

#### Ánh sáng nhìn thấy
Tính trong suốt của thủy tinh trong ánh sáng nhìn thấy là do sự vắng mặt của trạng thái chuyển tiếp của các điện tử trong khoảng bước sóng của ánh sáng nhìn thấy, và trạng thái này là thuần nhất trong mọi bước sóng hơn là chỉ trong khoảng bước sóng của ánh sáng nhìn thấy (sự không thuần nhất làm cho ánh sáng bị tán xạ, làm tán xạ hình ảnh được truyền qua). Thủy tinh có thể được thổi thủ công hoặc sản xuất bằng phương pháp công nghiệp.
Các kim loại và oxide kim loại được bổ sung thêm vào thủy tinh trong quá trình sản xuất nó để thay đổi màu sắc của nó. Mangan có thể thêm vào với một lượng nhỏ để loại bỏ màu xanh lá cây tạo ra bởi sắt hay trong một lượng lớn hơn để cho thủy tinh có màu tím ametit. Giống như mangan, selen có thể sử dụng với một lượng nhỏ để làm bay màu của kính, hay trong một lượng lớn hơn để tạo ra màu hơi đỏ. Một lượng nhỏ coban (tu 0,025 đến 0,1%) sinh ra thủy tinh màu xanh da trời. Oxide thiếc với antimon và oxide arsenic sinh ra thủy tinh màu trắng đục, lần đầu tiên đã được sử dụng ở Venezia để sản xuất đồ giả sứ. 2 đến 3% của oxide đồng sinh ra màu xanh lam. Đồng kim loại nguyên chất sinh ra thủy tinh mờ có màu đỏ thẫm, nó đôi khi được sử dụng thay thế cho thủy tinh màu hồng ngọc của vàng. Niken, phụ thuộc vào nồng độ, sinh ra thủy tinh có màu xanh da trời hay màu tím hoặc thậm chí là màu đen. Sự bổ sung titan sinh ra thủy tinh có màu nâu vàng. 
Vàng kim loại trong một lượng rất nhỏ (khoảng 0,001%), sinh ra thủy tinh có màu hồng ngọc thẫm, trong khi một lượng thấp hơn sinh ra màu đỏ nhạt hơn, thông thường gọi là màu "nam việt quất". Nguyên tố urani (0,1 đến 2%) có thể thêm vào để thủy tinh có màu vàng phản quang hay màu xanh lá cây. Thủy tinh urani nói chung là không nguy hiểm về phóng xạ, tuy vậy nếu nó ở dạng bột, chẳng hạn như đánh bóng bằng giấy nhám, và dạng bụi thì nó là tác nhân gây ung thư. Hợp chất của bạc (thông thường là nitrat bạc) có thể sinh ra một khoảng màu từ đỏ da cam đến vàng. Phương thức đốt nóng và làm lạnh thủy tinh có thể có ảnh hưởng đáng kể tới màu sinh ra bởi các chất này. Các chất này tham gia vào cấu trúc thủy tinh như thế nào hiện nay vẫn chưa được nghiên cứu kỹ. Các loại thủy tinh màu khác vẫn thường xuyên được tìm ra. các chất uniric sẽ tạo ra các mã nguồn cho các hợp chất rắn khác.Thủy tinh bluoon bao gồm cả các chất phụ lưu của cát và đá trắng. Phần cắt càng mịn thì thủy tinh càng đẹp và bền và có chất lượng hơn.
Cần bổ sung thêm quy trình sản xuất thủy tinh thì tốt hơn. Có thể lưu trữ một lượng thông tin từ những con số thống kê.

#### Tử ngoại
Thủy tinh thông thường không cho ánh sáng có bước sóng nhỏ hơn 400 nm, hay tử ngoại tia cực tím (UV) đi qua. Có điều này vì sự bổ sung của các hợp chất như oxide natri, sắt v.v. Thủy tinh thuần SiO2 (còn gọi là thủy tinh thạch anh) trái lại không hấp thụ tia UV và nó được sử dụng trong các ứng dụng yêu cầu độ trong suốt trong khoảng bước sóng này, mặc dù nó đắt hơn thủy tinh thường. Có thể pha thêm ceri vào thủy tinh để tăng việc hấp thụ tia cực tím (các bức xạ ion hóa nguy hiểm về mặt sinh học).

#### Hồng ngoại
Thủy tinh có thể sản xuất đến mức độ tinh khiết mà hàng trăm kilômét thủy tinh vẫn là trong suốt ở bước sóng tia hồng ngoại trong các sợi cáp quang. Một lượng lớn sắt được sử dụng trong thủy tinh có khả năng hấp thụ nhiệt, chẳng hạn như các tấm lọc hấp thụ nhiệt cho các máy chiếu phim.

### Chiết suất
Chiết suất của thủy tinh có thể thay đổi tùy theo các dạng thành phần khi có các thành phần khác thêm. Thủy tinh có chứa chì, chẳng hạn như chì tinh thể hay thủy tinh đá lửa, là 'rực rỡ' hơn vì nó làm tăng chiết suất và sinh ra sự 'lấp lánh' có thể nhận thấy rõ hơn. Xem thêm pha lê. Việc bổ sung bari cũng làm tăng chiết suất. Oxide thori làm cho thủy tinh có hệ số chiết suất rất cao và nó được sử dụng để sản xuất các lăng kính chất lượng cao.

### Nhiệt độ nóng chảy
Như mọi chất rắn vô định hình, thủy tinh không có nhiệt độ nóng chảy nhất định. Natri nói chung được thêm vào để hạ nhiệt độ nóng chảy của thủy tinh. Sự bổ sung sô đa hay bồ tạt đôi khi còn hạ nhiệt độ nóng chảy xuống thấp hơn.

## Lịch sử
Các loại thủy tinh có nguồn gốc tự nhiên, gọi là các loại đá vỏ chai, đã được sử dụng từ thời đại đồ đá. Chúng được tạo ra trong tự nhiên từ các dung nham (magma) núi lửa. Người nguyên thủy dùng đá vỏ chai để làm các con dao cực sắc.

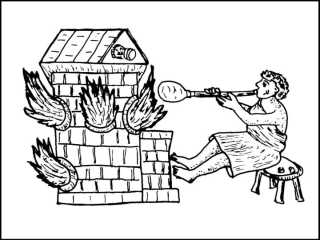
Hình ảnh thổi thủy tinh thế kỷ IX

Việc sản xuất thủy tinh lần đầu tiên hiện còn lưu được chứng tích là ở Ai Cập khoảng năm 2000 trước công nguyên, khi đó thủy tinh được sử dụng như là men màu cho nghề gốm và các mặt hàng khác. Trong thế kỷ 1 trước công Nguyên kỹ thuật thổi thủy tinh đã phát triển và những thứ trước kia là hiếm và có giá trị đã trở thành bình thường. Trong thời kỳ đế quốc La Mã (đế chế La Mã) rất nhiều loại hình thủy tinh đã được tạo ra, chủ yếu là các loại bình và chai lọ. Thủy tinh khi đó có màu xanh lá cây vì tạp chất sắt có trong cát được sử dụng để sản xuất nó. Thủy tinh ngày nay nói chung có màu hơi ánh xanh lá cây, sinh ra cũng bởi các tạp chất như vậy.

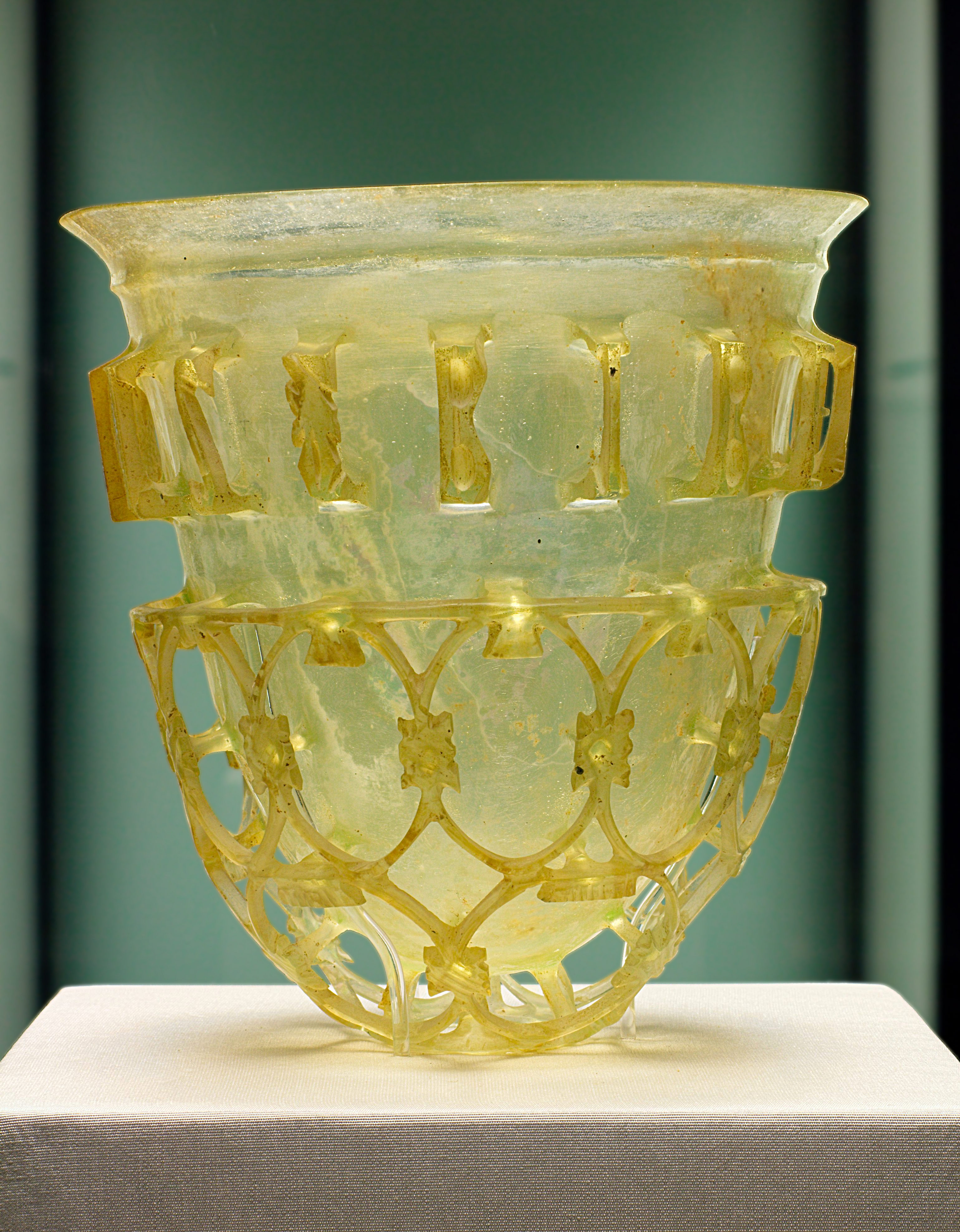
Cốc thủy tinh La Mã từ nửa sau thế kỷ thứ 4

Các đồ vật làm từ thủy tinh từ thế kỷ 7 và thế kỷ 8 đã được tìm thấy trên đảo Torcello gần Venice. Các loại hình này là liên kết quan trọng giữa thời La Mã và sự quan trọng sau này của thành phố đó trong việc sản xuất thủy tinh. Khoảng năm 1000 sau Công nguyên, một đột phá quan trọng trong kỹ thuật đã được tạo ra ở Bắc Âu khi thủy tinh sô đa được thay thế bằng thủy tinh làm từ các nguyên liệu có sẵn hơn: bồ tạt thu được từ tro gỗ. Từ thời điểm này trở đi, thủy tinh ở khu vực phía bắc châu Âu có sự sai khác rõ nét với thủy tinh ở khu vực Địa Trung Hải, là khu vực mà sô đa vẫn được sử dụng chủ yếu.
Thế kỷ 11 được cho là nổi bật, tại Đức, phương pháp mới chế tạo thủy tinh tấm đã ra đời bằng các quả cầu để thổi, sau đó chuyển nó sang thành các hình trụ tạo hình, cắt chúng khi đang còn nóng và sau đó dát phẳng thành tấm. Kỹ thuật này đã được hoàn thiện vào thế kỷ 13 ở Venice.
Cho đến thế kỷ 12 thủy tinh đốm (có nghĩa là thủy tinh với các vết màu, thông thường là kim loại) đã không được sử dụng rộng rãi nữa.
Trung tâm sản xuất thủy tinh từ thế kỷ 14 là Venice, ở đó người ta đã phát triển nhiều công nghệ mới để sản xuất thủy tinh và trở thành trung tâm xuất khẩu có lãi các đồ đựng thức ăn, gương và nhiều đồ xa xỉ khác. Sau đó, một số thợ thủy tinh của Venice đã chuyển sang các khu vực khác như Bắc Âu và việc sản xuất thủy tinh đã trở nên phổ biến hơn.

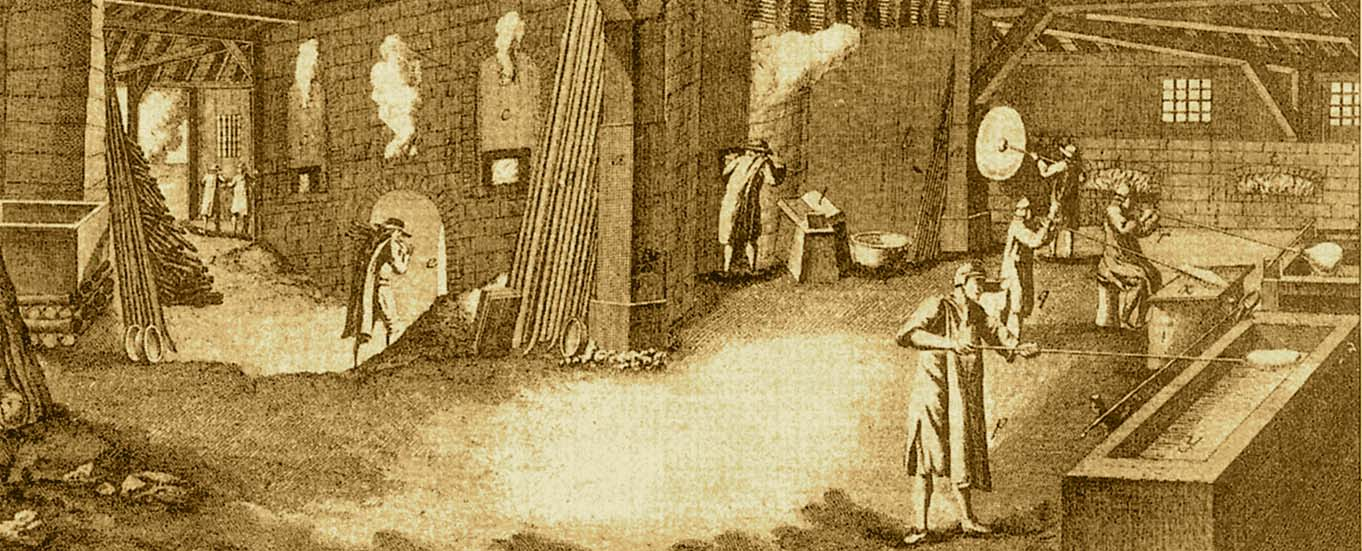
Sản xuất thủy tinh Crown

Công nghệ thủy tinh Crown đã được sử dụng cho đến giữa những năm 1800. Trong công nghệ này, ống thổi thủy tinh có thể xoay tròn khoảng 9 pound (4 kg) thủy tinh lỏng tại phần cuối của ống cho đến khi nó được làm phẳng thành đĩa đường kính khoảng 5 ft (1,5 m). Đĩa sau đó được cắt thành tấm chữ nhật. Thủy tinh của người Venice là cao giá giữa thế kỷ 10 và thế kỷ 14 bởi vì họ giữ được bí quyết. Khoảng năm 1688, công nghệ đúc thủy tinh đã được phát triển, dẫn tới việc sử dụng nó như một vật liệu thông dụng. Sự phát minh ra máy ép thủy tinh năm 1827 cho phép sản xuất hàng loạt các đồ vật từ thủy tinh rẻ tiền hơn.
Phương pháp ống xy lanh được phát kiến bởi William J. Blenko trong những năm đầu của thập niên 1900.
Thủy tinh nghệ thuật đôi khi được tạo ra bằng phương pháp khắc acid hay bằng các chất ăn mòn khác (tạo ra hình cần thiết trên bề mặt thủy tinh). Thông thường nó được tạo ra bởi các nghệ nhân sau khi thủy tinh được thổi hay đúc. Trong những năm 1920 phương pháp mới để khắc acid theo khuôn đã được phát kiến, theo đó các tác phẩm nghệ thuật được khắc trực tiếp trên khuôn, vì thế mỗi một lượt đúc đã tạo ra hình ảnh trên bề mặt thủy tinh. Điều này làm giảm chi phí sản xuất và kết hợp với việc sử dụng rộng rãi của các loại thủy tinh màu đã tạo ra các sản phẩm thủy tinh rẻ tiền trong những năm 1930, sau này được biết đến như là thủy tinh thời kỳ suy thoái.
Ngày nay, tại nhiều quốc gia, bao gồm cả Hoa Kỳ, việc thu thập đá vỏ chai bị pháp luật ngăn cấm ở một vài nơi.

## Ứng dụng

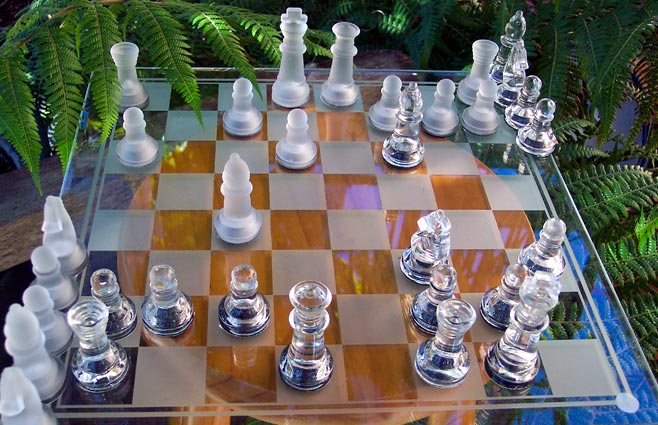
Bàn cờ vua bằng thủy tinh.

Vì thủy tinh là một vật liệu cứng và không hoạt hóa nên nó là một vật liệu rất có ích. Rất nhiều đồ dùng trong gia đình làm từ thủy tinh. Cốc, chén, bát, đĩa, chai, lọ v.v có thể được làm từ thủy tinh, cũng như bóng đèn, gương, màn hình máy tính và ti vi, cửa sổ. Trong phòng thí nghiệm để làm các thí nghiệm trong hóa học, sinh học, vật lý và nhiều lĩnh vực khác, người ta sử dụng bình thót cổ, ống thử, lăng kính và nhiều dụng cụ thiết bị khác được làm từ thủy tinh. Đối với các ứng dụng này, thủy tinh silicat bo (như Pyrex) thường được sử dụng vì sức bền và hệ số giãn nở nhiệt thấp, giúp cho nó chống lại tốt hơn đối với sự sốc nhiệt và cho phép đo đạc chính xác hơn khi làm nóng và làm nguội các thiết bị. 
Đối với phần lớn các ứng dụng có yêu cầu cao, thủy tinh thạch anh được sử dụng, mặc dù rất khó làm việc với nó. Phần lớn thủy tinh như thế này được sản xuất hàng loạt bằng các công nghệ khác nhau, nhưng đa phần các phòng thí nghiệm lớn cần rất nhiều các loại đồ thủy tinh khác nhau vì thế họ vẫn giữ ống thổi thủy tinh trong văn phòng. Thủy tinh từ núi lửa, như đá vỏ chai, đã được sử dụng từ lâu để tạo ra các công cụ bằng đá và kỹ thuật đập đá lửa có thể dễ dàng tạo ra chất bất trị của natri với sự phù hợp với thủy tinh sản xuất hàng loạt ngày nay.

## Tái chế
Thủy tinh được tạo hình khi nó đang nóng chảy hoặc biến mềm, do đó những phế liệu có tính chất gần giống tính chất sản phẩm cần tạo đều có thể tái chế (nấu chảy và tạo hình lại). Ở những nhà máy lớn sản xuất thủy tinh, đa số đều dùng lò bể, là một loại lò có thể nấu liên tục. Người ta hạn chế tối đa việc dừng lò bởi mỗi lần như thế, lượng thủy tinh còn thừa (chiếm khoảng 20-30% thể tích lò) sẽ đông cứng, co lại và phá huỷ lớp gạch chịu lửa xây lò và ảnh hưởng đến kết cấu thành lò. Chi phí xây gạch mới và nhiên liệu cung cấp cho quá trình nâng nhiệt của lò đến nhiệt độ nấu thủy tinh sẽ rất lớn. Chính điều đó dẫn đến việc có một số thủy tinh thành phẩm nhưng cũng được đưa vào tái chế (nấu lại). Điều này xảy ra tại các nhà máy thủy tinh lớn chẳng may hàng bán không chạy, mà hàng tồn đọng lại trong kho quá nhiều; nếu tiếp tục sản xuất mới sẽ không có chỗ chứa. Biện pháp xử lý là đập vỡ thành phẩm, đem qua lò nấu lại, mục đích là để duy trì sự hoạt động của lò.